# ベーケーシュチャバ
ベーケーシュチャバ （ハンガリー語：Békéscsaba、 [ˈbeːkeːʃˌtʃɒbɒ] 、スロバキア語: Békešská Čaba、ルーマニア語: Bichişciaba, ドイツ語:Tschabe）は、ハンガリー南東部の都市。ベーケーシュ県の県都。

## 統計
2001年の調査では、市の人口は67,383人だった。93.8％がハンガリー人、6％がスロバキア人、0.6％がドイツ人、0.4％がロマ人、0.4％がルーマニア人、0.2％がスロヴェニア人、0.1％がウクライナ人、5.6％が不明である。
1880年の調査によると、ベーケーシュチャバは25,339人のスロバキア人と、6,579人のハンガリー人が暮らしていた。

## 歴史
古代からこの地域に人が住んでいたことが知られる。鉄器時代にはスキタイ人、ケルト人、フン族がこの地を征服した。ハンガリー人の征服後、地域には多くの小村があった。
チャバ（Csaba）という名の村が1330年代に初めて記録された。チャバと同様、その他の8つの村が、今のベーケーシュチャバの場所にあった。オスマン帝国のハンガリー征服後、ハンガリーはトルコ領ハンガリー、ハプスブルク領ハンガリー王国、東ハンガリー王国とに分割された。この時代にチャバと他の村は存続できたものの、17世紀の対トルコ戦争の間に絶えてしまった。 
1715年、チャバは荒廃した地として記録されたが、わずか1年後には、その名前が税を納めた町の名前を記録した文書の中に見つかっている。新しいチャバは、トルコとの解放闘争で功績をたて、ベーケーシュ県の地域を購入したジェルジ・ヤーノシュ（János György Harruckern）により建設されたとされる。1847年から、町は22,000人の人口を持ち、ハンガリー国内の大規模市町20位内に入っていた。それにもかかわらず、チャバはぬかるんだ通りと密集した家々の並ぶ、大きな村のような状態のままだった。
1858年から、町に鉄道がひかれたことで発展が始まった。新たな住宅、工場が建てられ、町は繁栄し始めた。それでもなお、19世紀終わり頃には失業状態が大きな不満を引き起こし鬱屈がたまっていた。1891年に起きた暴動はルーマニア王国軍の支援を受けて鎮圧された。
第一次世界大戦で町は被害を受けた。1919年から1920年の間、ベーケーシュチャバはルーマニアに占領された。トリアノン条約の結果、ハンガリーは、アラド、ナジヴァーラド（現在のオラデア）など南部の重要な都市の多くを失った。ハンガリーに残ったベーケーシュチャバは、これらの都市の役割を引き継ぎ、南東部最大の主要都市となっていった。
2つの世界大戦の間には、景気の後退が貧困と失業をもたらした。そして1925年に町を襲った洪水にも支援はなかった。
第二次世界大戦中、戦闘が町周辺で起こることはなかったが、1944年に起きた2つの悲劇的な事件が町に衝撃を与えた。6月24日から26日にかけての3日間、ユダヤ系住民およそ3,000人がアウシュヴィッツ強制収容所へ送還された。彼らの中には、アウシュヴィッツやダッハウで命を落とした者がいたのである。
9月21日、イギリス空軍とアメリカ空軍の爆撃機がベーケーシュチャバの鉄道駅とその周辺に爆撃を行い、100人以上の住民が犠牲となった。1944年10月6日、ソビエト軍がベーケーシュチャバを占領した。
共産主義政権下のベーケーシュチャバは、ベーケーシュ県の県都となった（1950年）。そして国内有数の食品加工産業の中心地として発展していった。1990年に民主化されると、工場は経済危機に陥り、多くの住民が職を失った。現在、経済危機は過ぎ去ったように見え、ベーケーシュチャバは再び繁栄を続けている。

## 見どころ
- バロック様式教会 (18世紀)
- 古典主義教会 (19世紀)
- 市庁舎

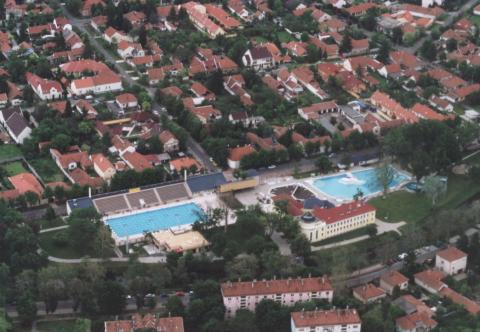

- ムンカーチ・ミハーイ美術館（en:Mihály Munkácsy）
- ヨーカイ・モール劇場（en:Mór Jókai）
- スロバキア民俗博物館

## 出身者
- ラースロー・ヴィドツキー - 作曲家
- バラージュ・バーイ - 陸上競技選手

## 姉妹都市
- ルターシュタット・ヴィッテンベルク, ドイツ
- ウージュホロド, ウクライナ
- オドルヘユ・セクイエスク, ルーマニア
- ズレニャニン, セルビア
- タルノフスキェ・グルィ, ポーランド
- トレンチーン, スロバキア
- ベユシュ, ルーマニア
- ミッケリ, フィンランド

## ギャラリー

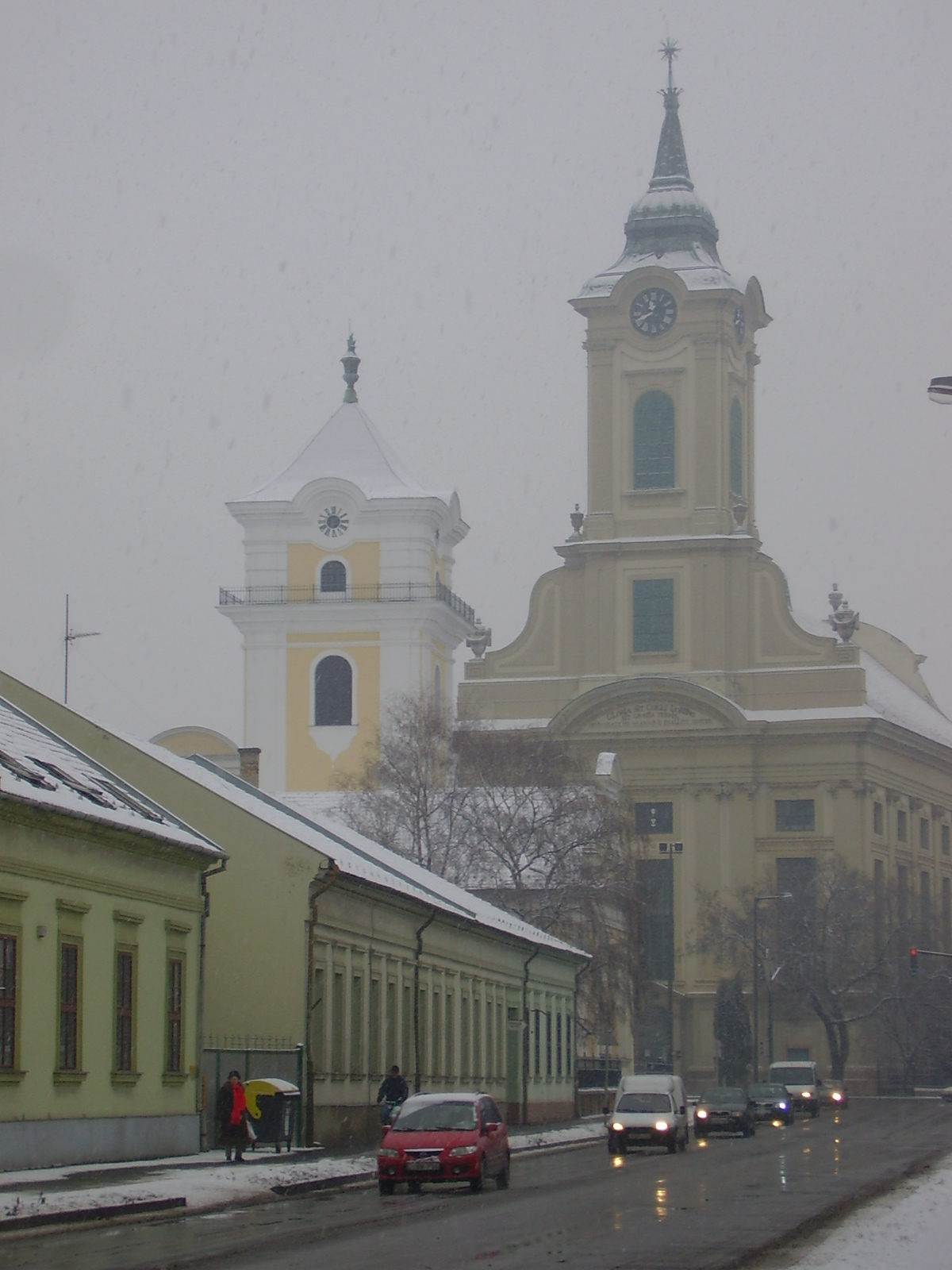
市のシンボルである福音教会派教会
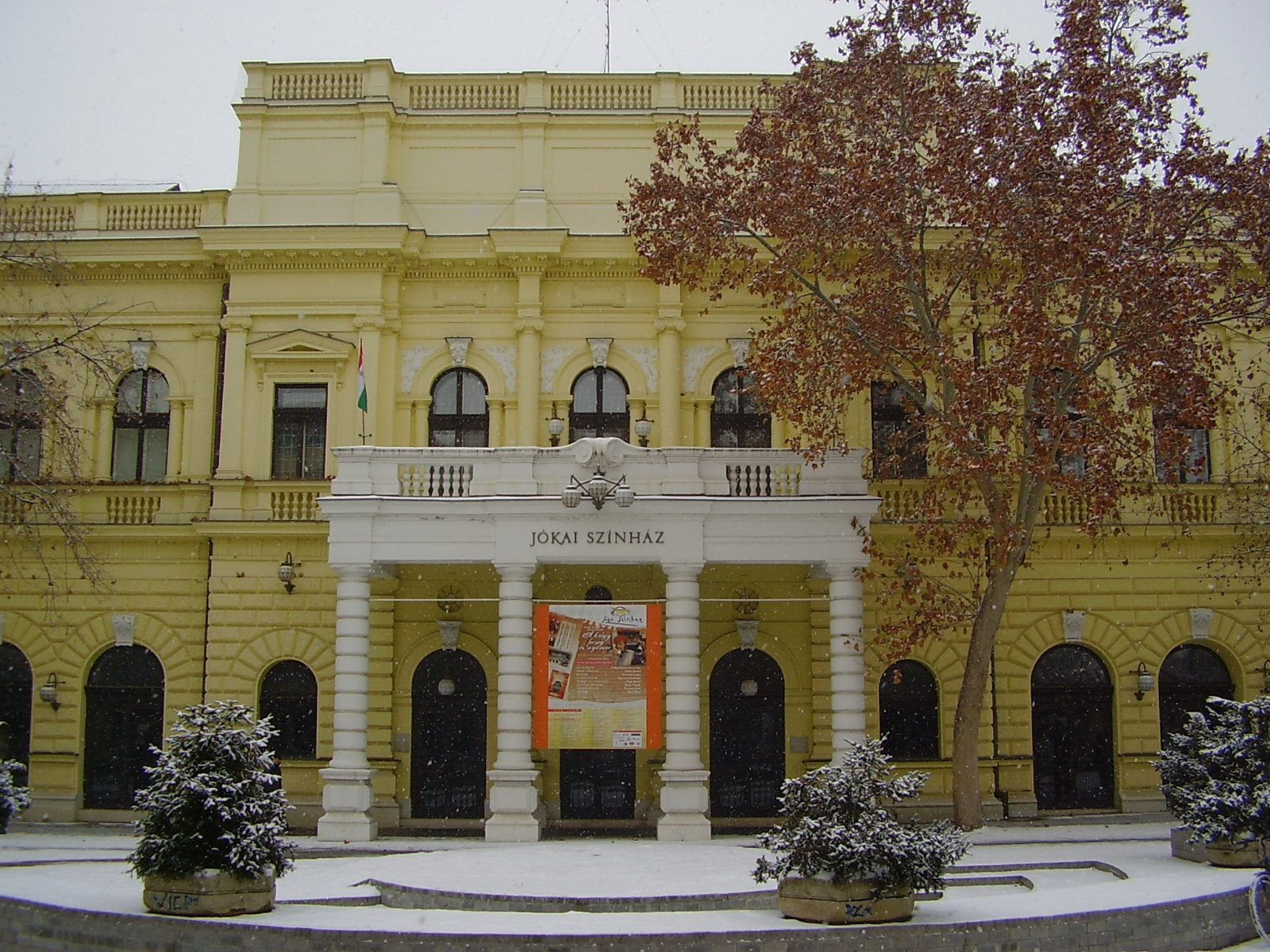
劇場
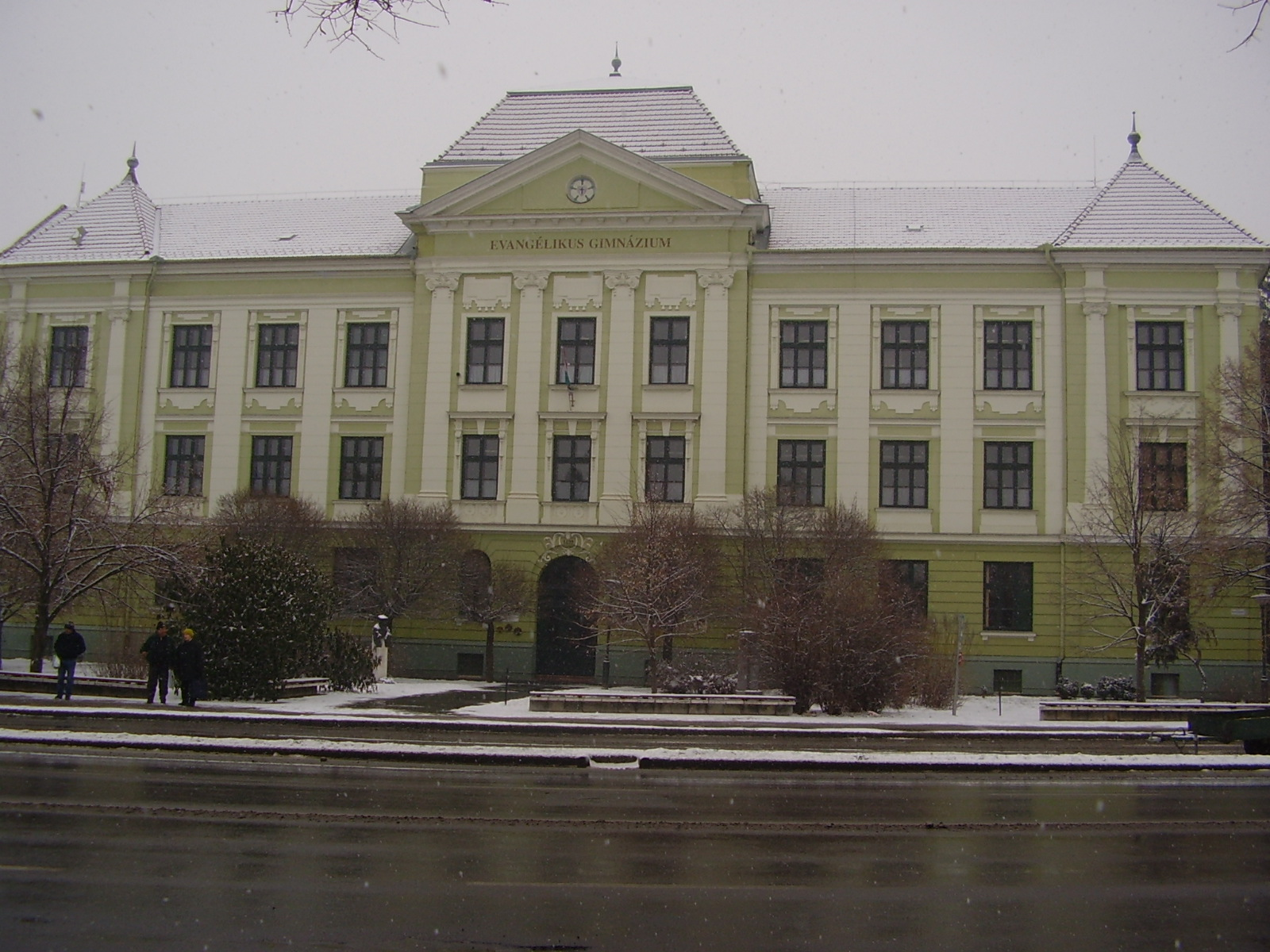
福音教会派の高校
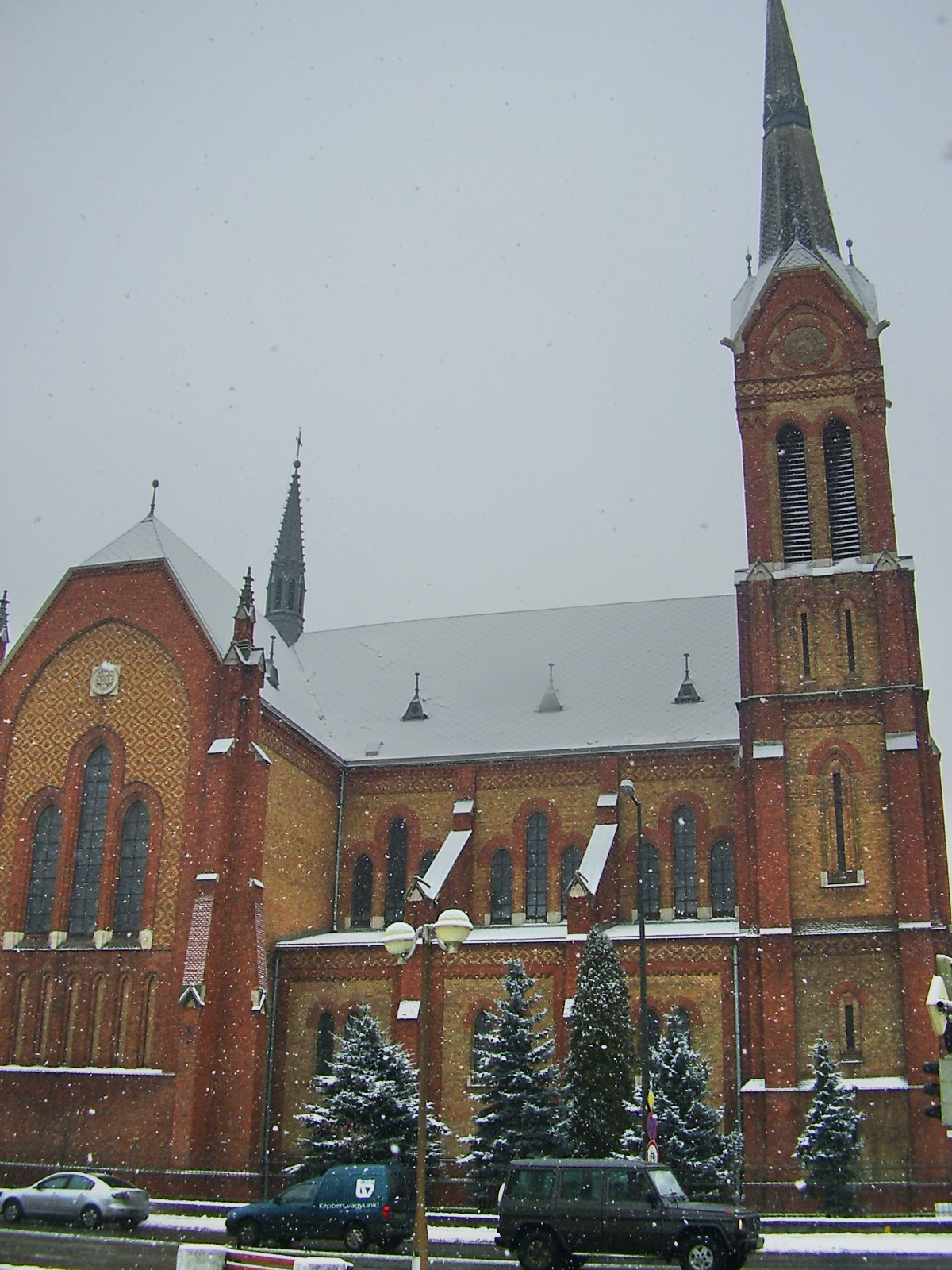
カトリック教会
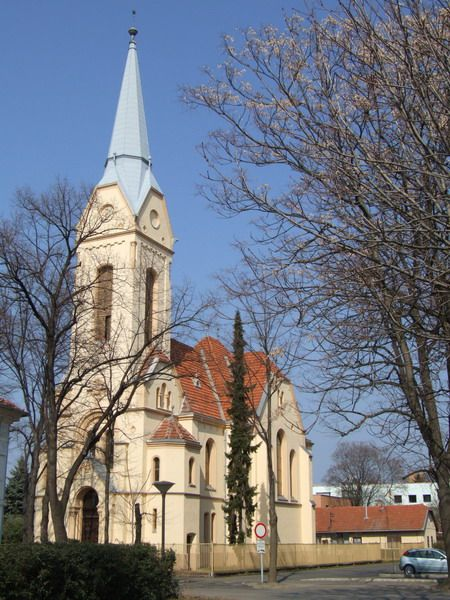
改革派教会